# Aloe compressa
Aloe compressa ist eine Pflanzenart der Gattung der Aloen in der Unterfamilie der Affodillgewächse (Asphodeloideae). Das Artepitheton compressa stammt aus dem Lateinischen, bedeutet ‚gedrückt‘ und verweist auf die lateral zusammengedrückte (zweizeilige) Blattanordnung.

## Beschreibung

### Vegetative Merkmale
Aloe compressa wächst einzeln und ist stammlos oder kurzstämmig. Die 15 bis 20 dreieckigen Laubblätter sind zweizeilig angeordnet und besitzen eine gerundete Spitze. Ihre glauke Blattspreite ist 12 bis 15 Zentimeter lang und 5 Zentimeter breit. Die Blattoberfläche ist glatt. Die abgeflachten, grünen oder rot gespitzten Zähne am Blattrand sind 2 Millimeter lang und stehen 4 bis 5 Millimeter voneinander entfernt.

### Blütenstände und Blüten
Der einfache Blütenstand, selten wird ein Zweig ausgebildet, erreicht eine Länge von 60 bis 70 Zentimeter. Die dichten, fast eiförmigen Trauben sind 7 bis 8 Zentimeter lang und 6 Zentimeter breit. Die lang zugespitzten Brakteen, die oberen sind stumpf und ausgerandet, weisen eine Länge von 20 bis 24 Millimeter auf und sind 10 bis 17 Millimeter breit. Sie sind weiß und besitzen drei braune Adern. Die weißen Blüten besitzen in der oberen Hälfte einen roten Mittelstreifen und stehen an 1 bis 2 Millimeter langen Blütenstielen. Die Blüten sind 25 bis 33 Millimeter lang. Ihre äußeren Perigonblätter sind nicht miteinander verwachsen. Ihre Spitzen sind deutlich zurückgebogen. Die Staubblätter und der Griffel ragen nicht aus der Blüte heraus.

## Systematik und Verbreitung
Aloe compressa ist auf Madagaskar verbreitet. Aloe compressa var. compressa wächst auf Quarzitfelsen in Höhenlagen von 1000 bis 1500 Metern. Aloe compressa var. paucituberculata besiedelt Quarzitberge in Höhenlagen von 1725 bis 1950 Metern. Aloe compressa var. rugosquamosa ist auf Quarzitfelsen in Höhenlagen von etwa 1350 Metern verbreitet. Aloe compressa var. schistophila wächst auf Schieferfelsen in Höhenlagen von etwa 1000 Metern.
Die Erstbeschreibung durch Henri Perrier de La Bâthie wurde 1926 veröffentlicht.
Es werden folgende Varietäten unterschieden:
- Aloe compressa var. compressa
- Aloe compressa var. paucituberculata Lavranos
- Aloe compressa var. rugosquamosa H.Perrier
- Aloe compressa var. schistophila H.Perrier

Aloe compressa var. paucituberculata

Die Unterschiede zu Aloe compressa var. compressa sind: Die Laubblätter sind 9 Zentimeter lang und 4 Zentimeter breit und nur spärlich warzig.
Die Erstbeschreibung der Varietät durch John Jacob Lavranos wurde 1998 veröffentlicht.
Aloe compressa var. rugosquamosa

Im Unterschied  zu Aloe compressa var. compressa sind die gräulichen Laubblätter bis 23 Zentimeter lang und 3 bis 3,5 Zentimeter breit. Die Blattoberseite ist rau und mit winzige, stumpfen Höckerchen versehen. Die Zähne am Blattrand sind kleiner und stehen gedrängter beieinander. Der Blütenstand ist kräftiger und häufig verzweigt. Die Brakteen sind etwa 55 Millimeter lang und 15 Millimeter breit. Die Blüten weisen eine Länge von 55 Millimeter auf.
Die Erstbeschreibung der Varietät durch Henri Perrier de La Bâthie und wurde 1926 veröffentlicht. Ein nomenklatorisches Synonym ist Aloe rugosquamosa (H.Perrier) J.-B.Castillon & J.-P.Castillon (2010).
Aloe compressa var. schistophila

Im Unterschied  zu Aloe compressa var. compressa hat die Varietät mehr Laubblätter, die stärker zusammengedrückt sind und 12 Zentimeter lang und 2 bis 2,5 Zentimeter breit sind. Die Randzähne fließen fast zusammen. Der Blütenstand trägt 4 Zentimeter lange Trauben. Die 22 Millimeter langen Blüten sind rötlich. 
Die Erstbeschreibung der Varietät erfolgte ebenfalls 1926 durch Henri Perrier de La Bâthie und wurde 1926 veröffentlicht.

## Gefährdung
Aloe compressa und ihre Varietäten werden in Anhang I des Washingtoner Artenschutz-Übereinkommen geführt.

## Nachweise